# Chirk Amateur Athletic Association Football Club
Il Chirk Amateur Athletic Association Football Club (Chirk AAA F.C.) è una società calcistica gallese con sede nella città di Chirk. Attualmente gioca nella Premier Division della Welsh National League.

## Storia
Il Chirk AAA F.C. fu fondato nel 1876, come altre squadre della zona di Wrexham quali Oswestry e Druids, fu uno dei club fondatori della Welsh Football Association.

## Palmarès

### Competizioni nazionali
- Coppa del Galles: 5

1886-1887, 1887-1888, 1889-1890, 1891-1892, 1893-1894

### Competizioni regionali
- Welsh National League (Wrexham Area): 7

1949-1950, 1951-1952, 1958-1959, 1959-1960, 1960-1961, 1983-1984, 2012-2013
- Welsh National League (Wrexham Area) Division Two: 1

1978-1979

### Altri piazzamenti
- Coppa del Galles:

Finalista: 1892-1893
Semifinalista: 1881-1882, 1888-1889, 1890-1891